# 17452 Amurreka
17452 Amurreka (tên chỉ định: 1990 QE10) là một tiểu hành tinh vành đai chính. Nó được phát hiện bởi Eric Walter Elst ở Đài thiên văn La Silla ở Chile ngày 16 tháng 8 năm 1990. Nó được đặt theo tên Amur River between Russia và China.